# Safia caeruleotincta
Safia caeruleotincta är en fjärilsart som beskrevs av William Schaus 1913. Safia caeruleotincta ingår i släktet Safia och familjen nattflyn. Inga underarter finns listade.